# Malefic Time: Apocalypse
Malefic Time: Apocalypse es el noveno álbum de estudio del grupo de heavy metal asturiano Avalanch. Con este nuevo álbum tenían como principal objetivo componer la banda sonora de un cómic homónimo creado por Luis Royo y Rómulo Royo, que formaría parte de una saga de varios cómics. Musicalmente, el álbum tiene un sonido similar a los últimos trabajos que habían realizado con Ramón Lage, aunque menos melódico que El ladrón de sueños. La diferencia más notable la marcan temas como "Marduk" y "New York Stoner", siendo el primero un tema de black metal, y el segundo mostrando influencias de hip hop. Este es el primer y único álbum del grupo en no tener una versión cantada en castellano. Posteriormente, anunciarían una gira de presentación para el año 2012.

## Lista de canciones
1. "Malefic Time: Apocalypse"
2. "Baal"
3. "La Augur"
4. "Lost In Saint Patrick"
5. "In The Name Of God"
6. "New York Stoner" (con Tony Almont)
7. "Spread Your Wings"
8. "Marduk"
9. "Apocalyptic Dream"
10. "Lilith"
11. "Voices From Hell"
12. "9th Snake"
13. "Soum's Death"

## Músicos
- Voz y coros: Ramón Lage
- Guitarras: Alberto Rionda
- Guitarras: Dany León
- Bajo: Francisco Fidalgo
- Teclado: Chez García
- Batería: Marco Alvarez

- Datos: Q9027131